# Mathis Dossou-Yovo
Mathis Dossou-Yovo (Châteauroux, 6 novembre 2000) è un cestista francese.

## Palmarès
- Campionato francese: 1

Paris: 2024-2025
- Pro B: 1

Saint-Quentin: 2022-2023
- Coppa di Francia: 1

Paris: 2024-2025
- Euroleague Basketball Next Generation Tournament: 1

INSEP: 2017